# Macaria aemulataria
Macaria aemulataria, conocida (en inglés) como common angle moth o la "polilla angular común", es una polilla perteneciente a la familia Geometridae. La especie fue descrita por primera vez por Francis Walker en 1861. Se encuentra desde Nueva Escocia hasta Florida, al oeste de Texas, al norte de Oregón y Alberta.

## Descripción
Es una especie pequeña con una envergadura de 20 a 22 milímetros (0,8 a 0,9 plg). Las alas anteriores son muy falcadas, excavadas debajo del ápice más de lo habitual para su género, mientras que las alas posteriores son ligeramente dentadas y muy anguladas.
Las antenas son aplanadas y aserradas. Al igual que en otros miembros de este grupo de especies, la cabeza es de color amarillo u ocre, en contraste con el tórax y el abdomen de color gris más pálido. El cuerpo y las alas son blanquecinos, con un ligero tinte ocre y estrías diminutas. 

### Alas
Las alas anteriores cuentan con tres líneas ocres, de ancho variable, usualmente estrechas. La marca distintiva de la especie es la gran mancha marrón redondeada, dividida en cinco o seis porciones por las vénulas medianas, de las cuales las dos o tres internas se sitúan en la tercera línea externa. La depresión subapical del ala es profunda.
Las alas posteriores son del mismo color que el par anterior, con dos líneas transversales y n punto discal distintivo. Cuenta con una línea marginal de puntos marrones en ambas alas. Por debajo, las alas son de color blanco ocre pálido, con motas oscuras dispersas. Los puntos discales son grandes, oscuros y muy distintivos. Las patas son pálidas, con manchas ocres.

### Orugas
Las larvas son amarillas o verdes, pero también pueden presentarse en otros colores. La cabeza generalmente no presenta marcas. Cuenta con una línea más oscura que recorre el dorso medio, bordeada por líneas adorsales de color crema y otra línea oscura corre debajo de los espiráculos con un área más pálida ubicada entre las líneas adorsal y subdorsal.

### Especies similares
Esta especie y M. ulsterata son muy similares en apariencia, pero son bastante distintivas en comparación con otras Macaria. Es una especie de color canela pálido con las alas posteriores anguladas, pero por lo demás similar a varias otras especies y mejor distinguida por una combinación de características estructurales. Generalmente está más fuertemente espolvoreada y consecuentemente más oscura que M. promiscuata o M. ulsterata y con una mancha más pequeña en el sector subterminal del ala. El área subterminal generalmente no es tan oscura como el área media, como es frecuente en M. promiscuata y muy típico para M. bicolorata. Las partes inferiores de las alas, frecuentemente visibles en Macaria cuando mantienen sus alas en posturas verticales, no son tan claras o son más ocres que en M. bicolorata, y la banda media no es tan oscura y roja como lo es en M. promiscuata. M. aemulataria tiene gran parecido con M. aequiferaria, la cual se limita a hábitats con ciprés.

## Ciclo de vida
Los adultos están en vuelo desde mediados junio hasta mediados de julio a nivel de Alberta y de mayo a septiembre en Ohio. Las larvas se alimentan de especies Acer.
Las larvas de Macaria que se encuentran alimentándose en arces, incluyendo el Acer negundo, probablemente representan a esta especie, pero las larvas de muchas especies de Macaria son muy similares entre sí y cualquier larva que no se encuentre en sus plantas nutricias puede necesitar ser criada hasta la edad adulta para confirmar su identificación.